# 南安普敦大学
南安普敦大学（英語：University of Southampton）亦稱Soton，位於英國南部港口城市南安普敦的研究型大學。其可追溯自1862年由亨利·羅賓遜·哈特利爵士之遺產所創辦之哈特利學院。該校於1902年由倫敦大學授予學位。於1952年4月取得皇家憲章、成为独立的大学。
南安普敦大學由7個教學學院，主校區位於南安普敦市高地校區。另有位於大道校區之人文學院、海滨附近國家海洋科學中心以及南安普敦綜合醫院提供學生相關課程的學習。Boldrewood校區主要為工程學院與航海科技為主要教學內容。此外，南安普敦大學於溫徹斯特成立藝術學院，並於馬來西亞分校提供工程相關課程。而各校區皆有配置圖書館等相關學習設施。
南安普敦大學於2013年5月9日加入了英國五大科學與工程聯盟，SES-5為為凝聚學識見解和資源所建構之集團。主要包含牛津大學、劍橋大學、倫敦帝國學院和倫敦大學學院，同時提供規模效應和設施共享等規劃，並利用探索溝通，透過合作進而產生新思路。這是在英國和研究型大學中最強大的聯盟與集團，亦為世界最領先的科學和工程研究中心之一。
南安普敦大學於2014年之卓越研究框架（Research Excellence Framework）中排名全英第八，除了被公認為英國最領先的研究型大學之一，南安普敦更於教學上得到極高的評價。在2016年的美國新聞與世界報導，南安普敦為英國前十名之大學。在2025年的QS世界大學排名中，該大學排第80名。南安普敦大学的理、工科实力雄厚，该学院在计算机科学和电子方面表現優異，在英国《卫报》於2016年的排名中，分别名列第7和第1。
此外，南安普敦大學在諸多相關科學領域上亦表現不俗，在數學統計及運籌科學和企業分析與管理科學等相關領域分別在2020年QS世界排名，位居世界51-100名，與世界第37名；聽覺與口腔科學在2020年英國衛報的大學評比，位居全英國第1名。
人文社會與一般商業領域中，物理治療於2020英國大學指南中，排名全英第1名； 市場營銷學（Marketing）於2020年英國大學指南排名評比，於全英第3名；在2014年泰晤士高等教育世界大學排名評比，傳播與媒體學系（Communication Media and studies）獲得全英前3名。
早於1994年，南安普敦大學即加入成為素有英國常春藤集團盟校之羅素集團的一員，與各大學與研究機構有著多項學術研究與產業發展的合作，在資源上與牛津大學與劍橋大學等學校達成有效率的分配與共享，進而產出與其聲譽匹配之學術與技術研究。於全英國與世界皆為一線研究型大學。

## 歷史
南安普敦大学的历史可以追溯自1862年成立的哈特利學院，1902－1952年期间，作为伦敦大学的一个学院颁发学位。自1952年開始，取得皇家宪章以获得学位授予权。现時，本科生的人数逾17,000名，研究生的人数逾7,000名，教职工数约5,000位。

### 哈特利學院

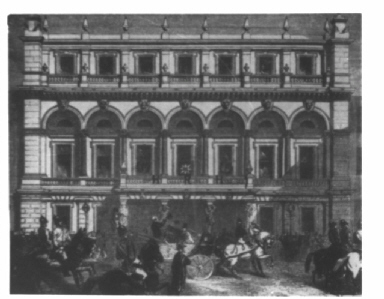
總理於1862年10月出席哈特利研究所之開幕儀式

南安普敦大學之起源於1862年由亨利·羅賓遜哈特利(1777-1850)之遺產所創辦之學院。哈特利世家兩代皆為酒商並繼承家族事業一大筆遺產。並於1850年去世時，留下103,000英镑支助予南安普敦市之高等教育研究與科學進程。
哈特利在當時為一特殊份子，想在當時的南安普敦碼頭與鐵路建設中貢獻一些心力。起初，他並沒有希望向英國其他工業城鎮一樣創辦許多的大學或學院。但經過漫長的官司與法律訴訟，南安普敦具有知識的菁英份子，不斷地公開演說與發表知識的見解後，位於南安普敦的公司決定創建研究所。
在1862年10月15日，哈特利研究所校長帕默斯頓勳爵士開設了於南安普敦最為亮眼的大型研究學院。經過幾年的努力，為克服財政上的困難，哈特利研究所於1883年增設了許多新學院，同時增加了學生人數、教學人員與設施與宿舍的拓建。

### 大學學院

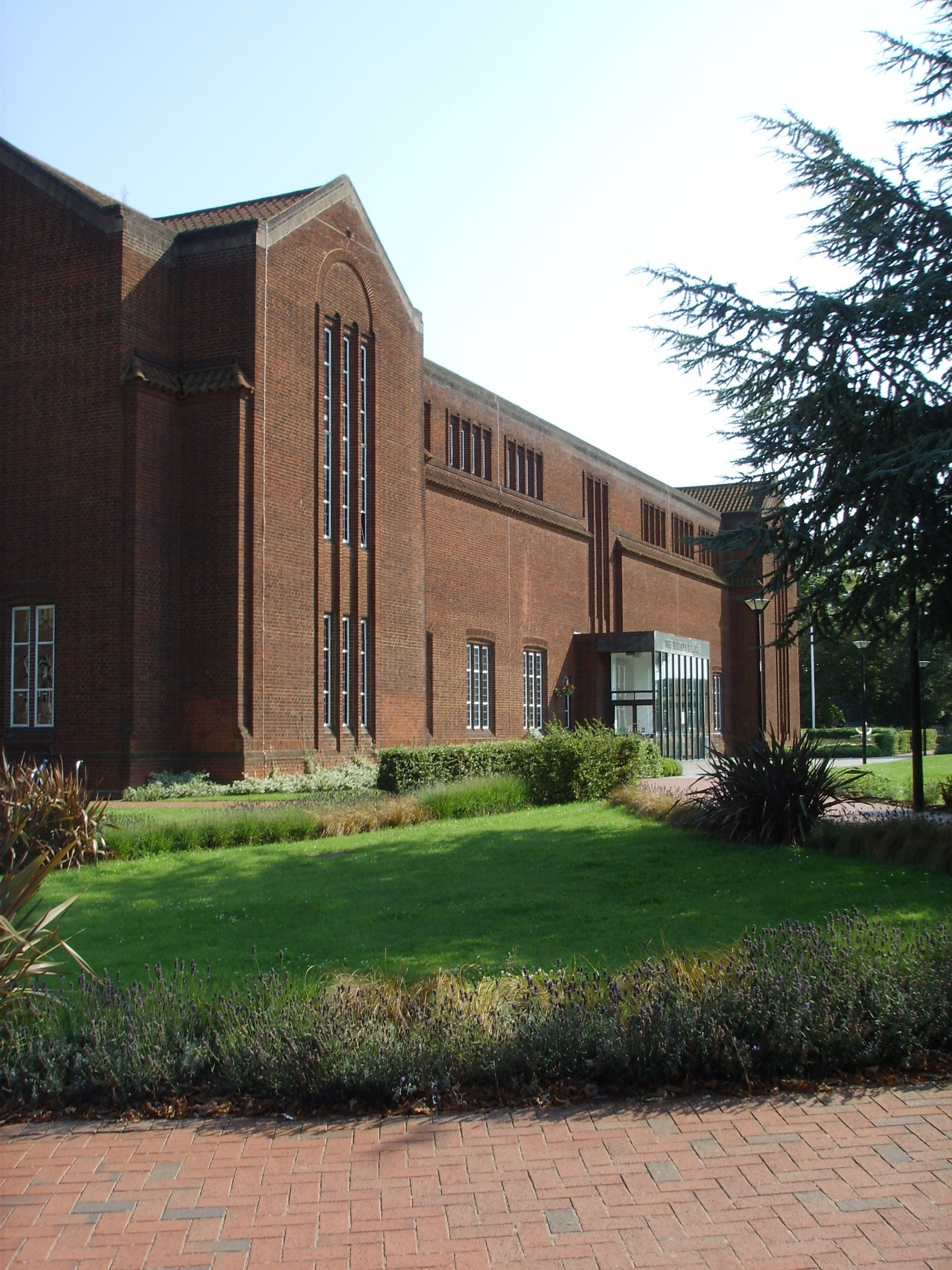
於1930年代建造之位於高地校區哈特利圖書館。

1902年，哈特利大學學院成為倫敦大學旗下學院，由倫敦大學授予學位。隨著學生人數的增加，由當時教育支助委員會和理事會成員、捐贈者威廉·達爾文進行招生與資金的籌措，將學院移至城郊的綠區(現今之大學路)與南安普敦高地區。並於1914年6月20日，霍爾丹子爵將院校更址為南安普敦大學學院。然而，第一次世界大戰的爆發，沒有任何的課程能在該學院講授，該建築被移作軍事醫院交由政府當局。隨著傷亡人數的增加，並於學院後方增建了木屋建築。在戰爭結束後，這些當時作為軍事用途的建築於1920年代顯得十分高聳。高地区之別墅可俯瞰整個南安普敦地區，並在當時被小心保護著，並在之後作為女學生宿舍。而在南部的山丘，格倫·愛（Glen Eyes）建築則為男學生宿舍。
在1920與1930年代，透過許多私人的捐贈進行擴建，如愛德華·特納·西姆斯的兩個女兒建造哈特利圖書館以及大學門廳兩側的新建築。二戰期間南安普敦在德军空袭戰中，校園與學生宿舍受到了严重损害，但該學院卻決定不進行撤離，反而擴大其工程部門，更為開發導航與無線通信等嶄新技術，學生宿舍也用於收納波兰、法國和美國軍隊。直到戰爭結束後，各工程部門如聲音與震動研究所等一一成立。

### 大學

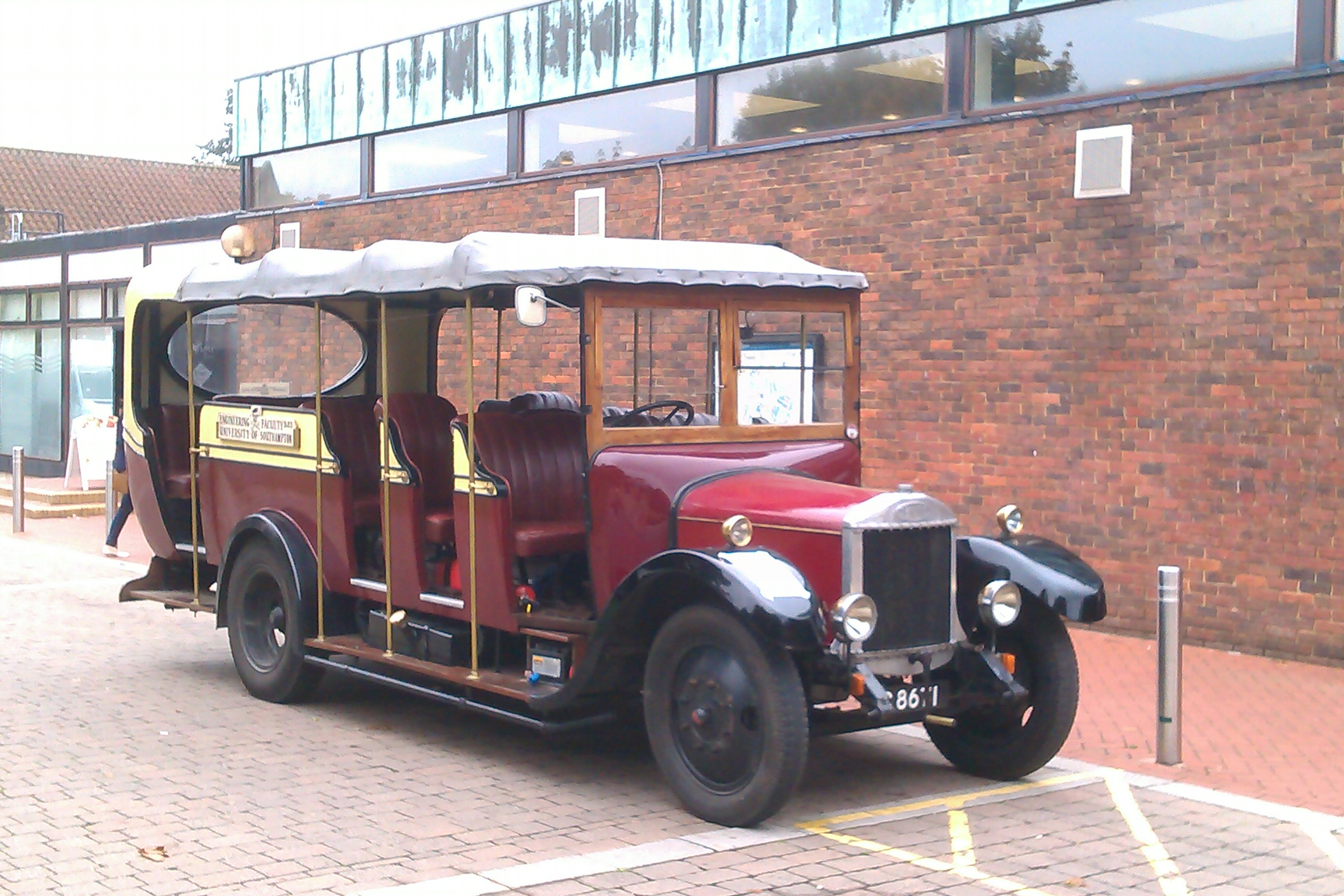
建於1929年之麵包車於南安普敦理工學院

於1952年4月29日，英國女王伊麗莎白二世授予南安普敦大學的皇家憲章，首次予其統治，頒授學位，使南安普敦成為一所真正的大學。。南安普敦大學由六個學院組成：藝術，科學，工程，經濟，教育和法律。1953年7月4日，南安普敦首度作為一所大學被授予學位，並任命威靈頓公爵作為大學校長。並響應羅賓斯報告，學生和教職員人數在未來十幾年內持續增長。校園規劃也有著顯著上升，在1961年7月大學給予批准，收購該校與鎮理事會附近200所房屋。此外，更成立了更多的院系，包括醫學和海洋學（約翰沃爾芬登授任命為大學教育資助委員會主席）。學生住宿更在整個20世紀中葉、60年代和70年代擴建格倫·愛和蒙蒂菲奧里。更收購奇爾沃思莊園和其新建築。
在1987年，隨著經濟的危機，大學教育資助委員會宣布全國經費的削減，一系列的大學均列為經費削減的一部分。為了減低損失，經費規劃之小組委員會建議減少員工的數量。此一建議遭到了校園工作人員示威遊行，因此後來改為減少裁員並重新分配學院經費。
經過上個世紀90年代至80年代中期，南安普敦大學規劃於高地校園進行新建築的擴大，開發奇爾沃思莊園（市区外、高速路以北）成為一個科技園區與會議場所。並於碼頭周圍，開放國家海洋科學中心和土地的增購（分別為大道校區和寬巷）市議會與藝術學院和體育等領域。

### 研究型大學

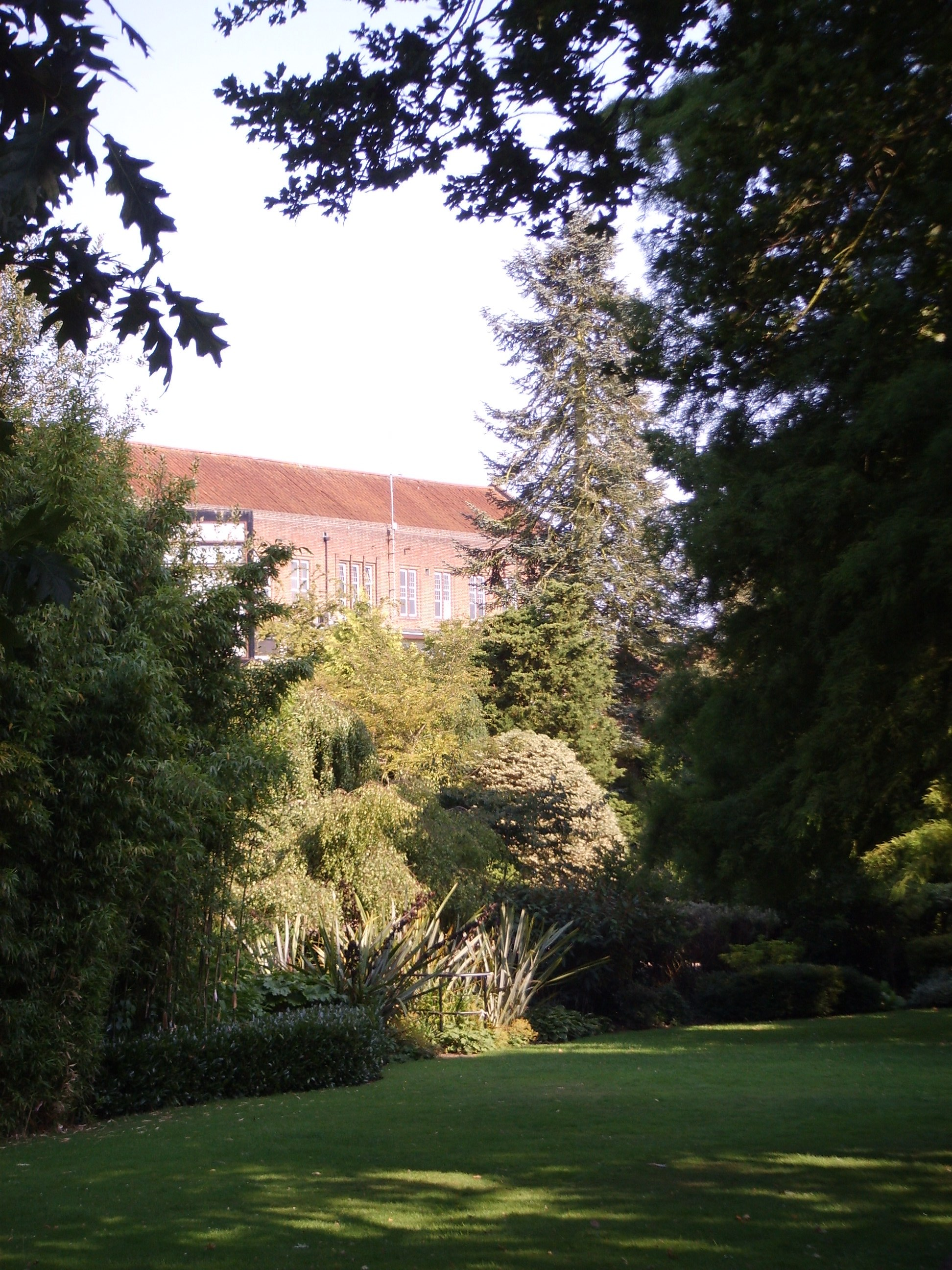
位於海菲爾德校區西側花園一隅景

在當時副校長霍華德·紐比爵士的帶領下，南安普敦大學更加專注於鼓勵投資更佳與高質量的研究。在90年代中期，南安普敦大學獲得了兩個新校區，為溫徹斯特藝術學院和香格里拉聖聯合學院。新設護理和助產學校並繼續為提供培訓NHS在英格蘭中南部的專業人士而努力。促使學生人數的大幅增加，並建立分校園貝辛斯托克，溫徹斯特，樸次茅斯和紐波特，懷特島。
在1997年的秋天，南安普敦大學經歷了英國最嚴重的爆發腦膜炎，有三名學生的死亡。而大學通過組織大規模疫苗接種計劃應對危機，後來又採取了突破性的決策繼續提供所有新學生接種。
學校於2002年1月22日慶祝其金禧月，並進行了總收入的一半收入的研究，其依然是英國大學中進行研究活動取得的所得比例最高的學校之一。隨著近年來一些新的標的性建築的開發，亦被作為地產開發的一部分。在主校區的新建築包括於2004年建造之銀禧體育廳與建設於2007年之EEE，而2008年為增建新的蒙巴頓大樓與電子與計算機科學學院和2010年建造之生命科學院， 此外，於2005年，哈特利圖書館和學生服務中心均進行了擴展，學生會亦增建於2005年。其他建設內容包括在2006年之校園大道考古建築和科學發展在建築研究所；南安普敦總醫院則建於2007年。而該大學目前正興建位於校園之新的勞氏船級社研究中心。
南安普敦大學於2013年5月9日加入了英國科學與工程聯盟（SES-5），SES-5為為凝聚學識見解和資源所建構之集團。主要包含牛津大學，劍橋大學，倫敦帝國學院和倫敦大學學院，同時提供規模效應和設施共享等規劃，並利用探索溝通，透過合作進而產生新思路。這是在英國和研究型大學中最強大的聯盟與集團是，亦為世界最領先的科學和工程研究中心之一。

## 校園
南安普敦大學共有六個校區，四個校區位於南安普敦，一位於溫徹斯特，另一為海外的馬來西亞分校。其中南安普敦大學目前正致力於興建新型研究所，並且於附近擁有各式體育運動設施建築與住宿空間。

### 高地(Highfield)校區

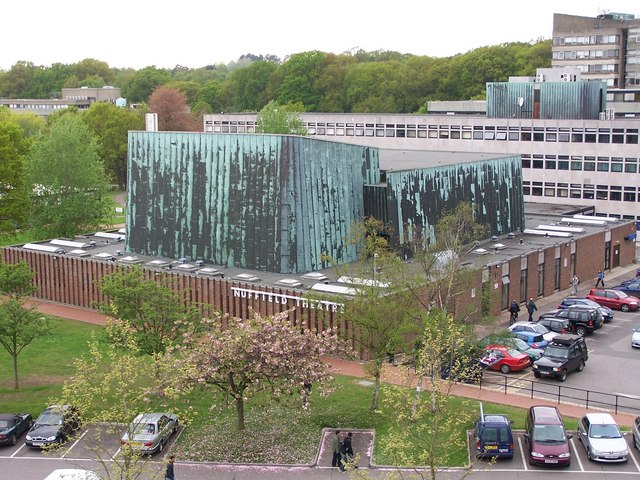
南安普敦大学纳菲劇院。

南安普敦大學的主校區位於高地地区。

### 主干道(The Avenue)校區

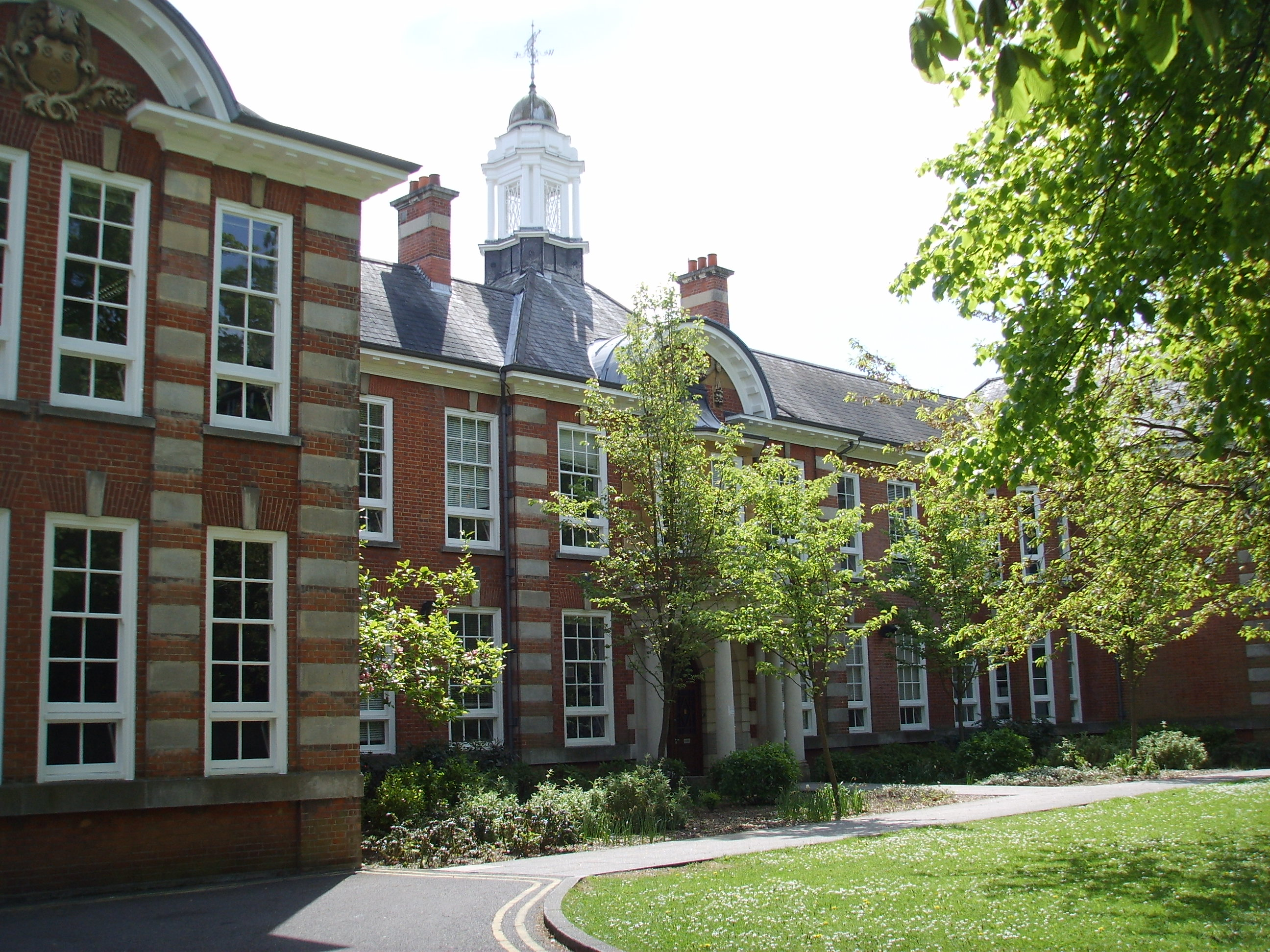
大道校區

主干道校區目前有人文學院、多系语言学科系，與高地主校區之距離十分接近。

### 南安普敦國家海洋科學中心

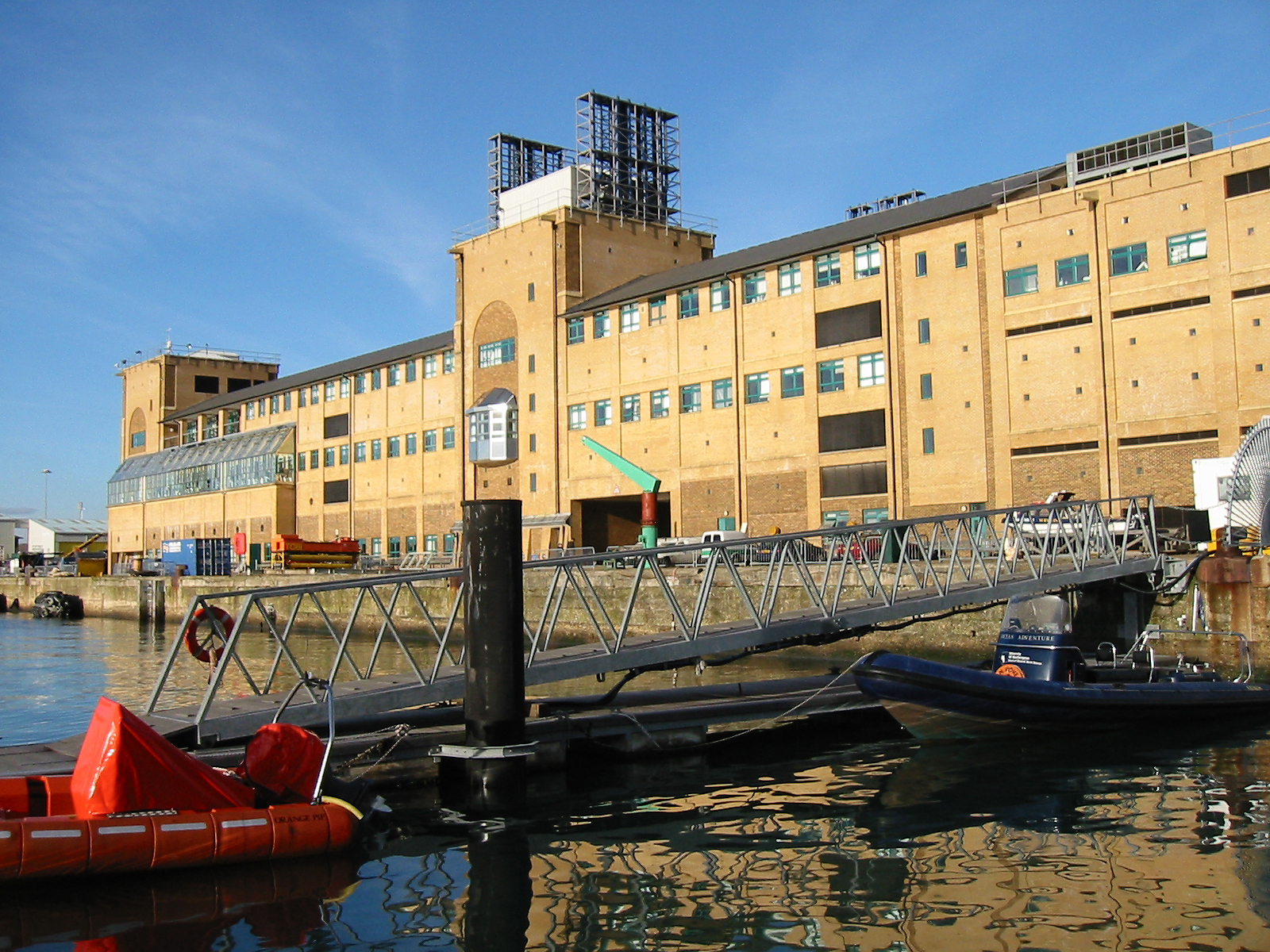
南安普敦國家海洋科學中心

國家海洋學中心，南安普敦（通常縮寫為NOCS）位於南安普頓碼頭南部主要的大學校園大約三英里、南安普顿旧港区。主要為自然環境委員會之研究所。

### 南安普敦大學醫院（UHS）
為南安普敦大學之醫院、位于Shirely，並為醫學院研究中心。

### 溫徹斯特藝術學院
溫徹斯特藝術學院位於溫徹斯特城中心偏北，設有藝術、创意管理與紡織品相關課程。

### 南安普敦大學馬來西亞分校
為南安普敦大學於2012年10月開設之第一所國際分校，其校址位於依斯干达公主城教育城（EduCity）。並具有最先進與完善的設備。

## 系所學院
南安普敦大學由八個學院組成，於2010年創設至今，並由三個系院和幾個獨分學為其主要結構目前主要結構為:
- 商業與法律學院
  - 法律
  - 管理學院
  - 溫徹斯特藝術學院
- 工程與環境工程
  - 土木與環境工程
  - 工程科學
  - 聲音與震動研究所
- 健康科學
  - 健康科學
  - 職能治療
  - 物理治療
  - 足部治療
- 人文學院
  - 考古學
  - 英語
  - 電影研究
  - 歷史
  - 現代語言
  - 音樂
  - 哲學
- 醫學系
  - 南安普敦醫學院
  - 補充醫學研究單位
- 自然環境與科學學院
  - 生物科學
  - 化學
  - 海洋與地球科學
  - 國家海洋科學中心
- 物理科學與工程學院
  - 電子與計算機科學
  - 物理和天文學
  - 光電子研究中心
- 人文社會與數學科學學院
  - 教育學
  - 地理與環境學
  - 數學
  - 心理學
  - 社會科學
  - 南安普敦統計科學研究所
  - 當代中國中心
  - ESRC – 博士培訓中心

## 學術

### 學科排名
南安普敦大學為英國大學中，唯一一所每個工程部門接收到5星級研究評等。故為英國工程重點大學。而在衛報2011年排名中，在英國皆排名第一的學系有:機械工程（Mechnical Engineering）學院，航空太空（Aerospace Engineering）工程學院，海事（Marinetime Engineering）工程學院，資訊（Computer Science）與電機（Electrical Engineering）工程學院。
此外，南安普敦大學在諸多相關科學領域上亦表現不俗，在數學統計及運籌科學（Statistics & Operational Research）和企業分析與管理科學（Business Analytics & Management Sciences）等相關領域分別在2020年QS世界排名，位居世界51-100名，與世界第37名；聽覺與口腔科學（Aural & Oral Sciences）在2020年英國衛報的大學評比，位居全英國第1名。
人文社會與一般商業領域中，物理治疗（Physiotherapy）於2020英國大學指南中，排名全英第1名；市場營銷學（Marketing）於2020年英國大學指南排名評比，於全英第3名；社會政策學系（Social Policy）於2017年泰晤士高等教育世界大學排名評比，於全英第6名。護理學系（Nursing）於2015年泰晤士高等教育世界大學排名評比，於全英前5名。

### 研究
南安普敦大學在大多數的學科皆有進行研究，並且擁有一些著名的研究中心。南安普敦於頂尖研究中心鑽研多項學科，如電子計算機科學，工程學或管理科學，與領導全球發展的領域，如海洋學和網絡科學，故為世界知名之研究型大學。

## 傑出校友與著名人士
- 提摩西·約翰·柏內茲-李爵士，OM KBE FRS FREng FRSA FBCS（英語：Sir Timothy John Berners-Lee，1955年6月8日）─  英國電腦科學家。他是全球資訊網的發明者。1990年12月25日，他成功利用網際網路實現了超文字傳輸協定客戶端與伺服器的第一次通訊。
- 阿倫·巴德 (英語：Sir Alan Peter Budd GBE)  ─ 是英國著名經濟學家，1997年英格蘭銀行貨幣政策委員會（MPC）的創始成員。
- 克里斯多福·皮薩里德斯(英語：Christopher Antoniou Pissaride)  ─ 現為倫敦政治經濟學院教授，主要研究領域為勞動經濟學，以其對勞動力市場和宏觀經濟間的搜尋與匹配理論的研究而知名。2010年，與彼得·戴蒙德、戴爾·莫滕森共獲諾貝爾經濟學獎。
- 克里斯托夫·英果爾德（英語：Christopher Kelk Ingold） ─ 英國化學家，倫敦大學學院教授。物理有機化學的開山鼻祖。
- 亞德里安·紐維(英語：Adrian Newey) ─ 英國一級方程式工程師。他現在是紅牛車隊的首席設計師。 紐維現在被認為是F1中最優秀的設計師，他的設計已經贏得了很多設計獎項，他所設計的賽車也贏下了超過80場大獎賽。
- 安東尼·C·薩頓(英語：Antony C. Sutton) ─ 是英國和美國的經濟學家，歷史學家和作家。
- 克里斯·帕科卡姆(英語：Chris Packham) ─ 英國博物學家，自然攝影師，電視節目主持人和作家，以電視工作而聞名。
- 胡志強─ 中國國民黨政治人物，曾任臺中市長、中國國民黨副主席、外交部長、中華民國駐美國代表、新聞局局長、國民大會代表
- 賈斯汀·葛林寧 (英語：Justine Greening PC MP) ─ 英國保守黨的黨員。曾任英國教育大臣兼婦女及平等事務國務大臣。2013年，她被英國廣播公司第四頻道的《婦女時間》列為英國100位最有權力的女性之一。
- 阿圖·伯頓 (英語：Arthur Daniel Button) ─  Air vice-marshal 皇家空軍元帥。 巴斯勳章， 大英帝國勳章， 女王對空中有價值服務的表彰。
- 傑瑞米·詹姆士·哈迪（英語：Jeremy James Hardy）是一名英國喜劇演員。傑瑞米·哈迪出生並成長於英格蘭的漢普郡，他於1980年代進入南安普敦大學學習並開始了他的獨角喜劇表演生涯。1988年，傑瑞米·哈迪在愛丁堡國際藝穗節上榮獲了皮埃爾喜劇獎。憑藉著其在競猜節目《新聞猜猜看》和《抱歉我一無所知》等中的表演，傑瑞米·哈迪享譽國際。
- 喬恩·索佩爾 (英語：Jon Sopel) ─ 電視節目主持人。
- 江樂士，SBS，JP，QC，SC（英文：Ian Grenville Cross）─ 英國大律師。1997年10月15號，獲委任做香港刑事檢控專員。
- 史蒂娜·坦娜特（英語：Stella Tennant）─ 英國超級名模。她是高級時裝品牌：Chanel、Celine、Etro的代言人。史蒂娜上過Vogue Italia及i-D等雜誌封面或內頁，也有參與Givenchy、Calvin Klein、Tom Ford等著名時裝及奢侈品的時裝展。
- 邁克爾·阿圖（英語：Michael James Paul Arthur FMedSci）─ 倫敦大學學院教務長。